# 囲碁・将棋チャンネル
囲碁・将棋チャンネル（いご・しょうぎチャンネル）は、囲碁と将棋に特化したBSおよびCSのチャンネル、株式会社囲碁将棋チャンネルが運営する衛星基幹放送事業者。
日本国内ではスカパー!（東経110度CS放送）、スカパー!プレミアムサービス、J:COM、全国ケーブルテレビ、NTT配信サービスなどに番組を配信している。国外では、中国、香港、台湾、韓国、東南アジアや欧州諸国へ番組販売も行う。
囲碁・将棋とも、対局生中継やオリジナル番組など放送。竜星戦、銀河戦、新竜星戦、新銀河戦の放送・配信も行う。配信は「囲碁将棋プラス」（YouTubeおよびニコニコチャンネル）、「囲碁・将棋ライト」（Rチャンネル）の各サービスで実施している。
イベント事業、番組制作事業、インバウンド事業、EC事業、アプリ開発事業、インターネット配信事業、ゲーム事業も展開している。

## 概歴
- 1990年8月2日 - 日建学院を運営する建築資料研究社によりサテライトカルチャージャパン株式会社設立。竜星戦など囲碁の番組を放送する囲碁チャンネルとしてスタートした。
- 1991年10月 - ケーブルテレビ向け番組配信開始。同年、将棋銀河戦を開始し、将棋番組も放送する「囲碁将棋チャンネル」となる。
JSAT（現・スカパーJSAT）のJCSAT-2を用いたCS放送第16チャンネル「ニッケンサテライト」として、「工務店チャンネル」（日建学院・工務店関係者向け専門チャンネル）と供用する形で、毎日6:00 - 8:00、18:00 - 24:00に配信していた（8:00-18:00は工務店チャンネル）。ケーブルテレビ局では空き時間となる8:00 - 18:00をケーブルテレビ局で独自収録した再放送や「キッズステーション」等に振り替えて編成していた。
- 1996年9月 - パーフェクTV!（現・スカパー!プレミアムサービス（標準画質））放送開始に伴い衛星番組配信を終了し、放送へ移行する。放送開始当時の放送時間は、6:00 - 24:00。
- 1999年4月 - ディレクTVで放送開始（2000年9月終了）。
- 2002年10月 - 東経110度CS放送のプラット・ワンで放送開始（2004年3月終了）。
- 2004年11月 - 東経110度CS放送のWOWOWデジタルプラスで放送開始（2005年9月終了）。
- 2009年12月 - 東北新社がサテライトカルチャージャパン株式の80.1%を建築資料研究社から取得、連結子会社とする。
- 2010年
  - 7月7日 - 社名をサテライトカルチャージャパン株式会社から、株式会社囲碁将棋チャンネルに変更。
  - 7月12日 - CMを除く全番組にて、画面左下にチャンネルロゴ表示の表示を開始[注 1]。
- 2012年
  - 2月10日 - 総務省から東経110度CS放送の衛星基幹放送業務が認定される[1]。
  - 10月1日
    - 囲碁将棋チャンネルが衛星基幹放送事業者となり、スカパー!（東経110度CS放送）で放送を開始した（Ch.363）。CS2-ND4ch / 3.2スロット。東経110度CS放送において7年ぶりに放送を再開し、画角情報は16:9フルサイズのSD放送（標準画質）。また、「スカパー!基本パック」→「スカパー!新基本パック」→「スカパー!基本プラン（2018年10月10日-）」の構成チャンネルとなっている。
    - スカパー!プレミアムサービス・スカパー!プレミアムサービス光に於いてハイビジョン放送「囲碁・将棋チャンネルHD」を開始。スカパー!、プレミアムサービス共に字幕放送を開始。字幕放送開始に伴いウォーターマークを右上に移動。
    - これまで午前2-6時に設けていた定時での放送休止を不定期に変更し、24時間放送に移行。
- 2013年
  - 5月1日 - 日本デジタル配信にてハイビジョン放送を開始。
  - 6月30日 - スカパー!プレミアムサービス（標準画質）・スカパー!プレミアムサービス光（標準画質）にてSD放送を終了し、HD放送に完全移行。
  - 10月1日 - スカパー!プレミアムサービスにて、「プレミアムパック」「プレミアム15」へ参画
- 2014年
  - 2月3日 - ニコニコ動画の公式チャンネルとして「銀河将棋チャンネル」「竜星囲碁チャンネル」を開局、本チャンネルの番組の一部をオンデマンド配信開始。
- 2015年
  - 5月1日 - 第1回 日中竜星戦 in東京 開催
  - 6月1日 - 独自の動画配信サービス「将棋プレミアム」「囲碁プレミアム」サービス開始
- 2016年
  - 3月28日 - J:COMオンデマンドで全番組「追っかけ・見逃し配信」開始 。
  - 4月29日 - 第2回 日中竜星戦 in北京 開催
  - 12月1日 - スカパー!プレミアムサービスの衛星一般放送事業者スカパー・ブロードキャスティングよりスカパー・エンターテイメントへ変更。
- 2017年
  - 5月1日 - 第3回 日中竜星戦 in東京 開催。
  - 12月10日 - 第1回「将棋プレミアム・フェス・イン名古屋（藤井聡太四段）」イベント主催及び開催。
- 2018年
  - 1月30日 - dTVチャンネルにて「囲碁プラス」「将棋プラス」24時間IP専用チャンネル配信開始。
  - 3月1日 - 韓国にて囲碁将棋チャンネル主催 テレビ棋戦「韓国竜星戦」開始。
  - 4月6日 - 総務省から東経110度CS放送に係る衛星基幹放送に認定される[注 2]。これにともない、同年8月28日に3.2スロットから6スロットへ拡大。画質は標準画質のまま[注 3]。
  - 5月1日 - 第4回 日中竜星戦 in北京 開催
  - 6月1日 - 囲碁と将棋に特化した専門チャンネル 「囲碁プラス-α」と「将棋プラス-α」が動画配信サービス「Amazon Prime Video チャンネル」に登場。
  - 9月7日 - 公益社団法人日本将棋連盟より「第25回大山康晴賞」団体分野にて授賞。
  - 12月9日 - 第2回「将棋プレミアム・フェス・イン名古屋（藤井聡太七段）」イベント主催及び開催
- 2019年
  - 4月11日 - 日本と中国、韓国でそれぞれ行われた早碁棋戦・竜星戦の優勝者のあいだで競う「第1回日中韓竜星戦」in東京 開催
  - 9月1日 - 第1回「囲碁・将棋チャンネル杯麻雀王決定戦」開催。公益財団法人日本棋院所属プロ棋士代表4名、公益社団法人日本将棋連盟所属プロ棋士代表4名（計8名）が参加
  - 12月8日 - 第3回「将棋プレミアム・フェス・イン名古屋（藤井聡太七段）」イベント主催及び開催
- 2020年
  - 2月1日 - この日放送分の囲碁公式戦「竜星戦」より、形勢判断・候補手を画面上に表示するオリジナルAI「ISC囲碁ai判断」を表示開始。
  - 10月1日 - 「ISC囲碁ai判断」を将棋公式戦「銀河戦」にて表示開始。
  - 11月1日 - 第2回「囲碁・将棋チャンネル杯麻雀王決定戦」開催。公益財団法人日本棋院所属プロ棋士代表4名、公益社団法人日本将棋連盟所属プロ棋士代表4名（計8名）が参加
  - 12月1日 - 動画配信サービスの 囲碁プレミアムがリニューアルされ、ニコニコチャンネルに移転[2]。同時に将棋プレミアムのリニューアルされたが、こちらはニコニコチャンネルではなく独自のサイトでの配信を継続[3]。
- 2021年
  - 3月12日 - 親会社の東北新社の放送法違反問題に関連し、囲碁将棋チャンネルへの影響はないという声明文を発表[4]。
  - 5月19日- 新棋戦開始。新竜星戦を発表、本棋戦は非公式戦、32名によるトーナメント戦決勝戦は三番勝負。フィッシャー方式（持時間1分1手打つごとに5秒加算）による対局。出場棋士は、前期竜星戦決勝トーナメント進出者、過去の竜星戦優勝者、女流タイトル戦優勝者及び準優勝者、過去の女流棋聖戦優勝者、囲碁将棋チャンネル特別推薦者の32名。
  - 10月1日 - 動画配信サービス「将棋プレミアム」「囲碁プレミアム」が合体し「囲碁将棋プレミアム」としてリニューアルされ、囲碁・将棋・麻雀・チェス・ボードゲーム・アニメ・映画・ドラマ・バラエティ等様々な囲碁将棋に関わる番組を配信。月額利用料金2,000円から900円へ値下げ。
- 2022年
  - 2月25日 - 新棋戦開始。「新銀河戦」32名の棋士による超早指しトーナメント戦、「囲碁将棋プレミアム」で配信開始。「新銀河戦」出場棋士は、前期銀河戦の決勝トーナメント進出者、過去の銀河戦優勝者や女流タイトル戦優勝者および挑戦者など32名の選抜棋士。持ち時間各1分、1手指すごとに10秒加算のフィッシャー方式、選抜棋士32名によるトーナメント戦、決勝戦は三番勝負。
  - 3月1日 - 第3回「囲碁・将棋チャンネル杯麻雀王決定戦」開催。公益財団法人日本棋院所属プロ棋士代表8名、公益社団法人日本将棋連盟所属プロ棋士代表8名（計16名）が参加
  - 12月1日 - 新たなインターネット会員サービス「囲碁将棋プラス（月額390円）」をスタート。
- 2023年
  - 2月 -  第4回「囲碁・将棋チャンネル杯麻雀王決定戦」開催。公益財団法人日本棋院所属プロ棋士代表8名、公益社団法人日本将棋連盟所属プロ棋士代表8名（計16名）が参加
  - 9月30日 - 「囲碁将棋プレミアム」サービス終了
  - 9月 -  第5回「囲碁・将棋チャンネル杯麻雀王決定戦」開催。公益財団法人日本棋院所属プロ棋士代表8名、公益社団法人日本将棋連盟所属プロ棋士代表8名（計16名）が参加
  - 12月 - 「囲碁将棋プラス」に新プラン「ゴールドプラス会員」（月額990円）を開始、「囲碁将棋プラス」（ニコニコチャンネル）での「プラス会員」サービス（月額390 円）を終了[5]。
- 2024年
  - 8月 - 「囲碁将棋プラス」の「プラス会員」サービス（月額390 円）を8月20日に終了し、以降はゴールドプラス会員（月額990円）のみサービスを提供[6]。
- 2025年
  - 1月 - 囲碁将棋棋戦の棋譜・結果公開終了（2025年1月以降開始棋戦「第34期竜星戦」「第33期銀河戦」「第47期女流王将戦」より）[7]。
  - 6月 - Rチャンネルに「囲碁・将棋ライト」チャンネル開設[8]。

## 基本番組表
囲碁と将棋の番組が、1日4時間毎にて放送される。時刻はいずれも日本時間。午前6時基点
- 囲碁
  - 1日12時間放送
- 将棋
  - 1日12時間放送

### 情報番組
2019年7月現在、囲碁・将棋とも月1回で更新される情報番組「囲碁まるナビ」「将棋まるナビ」が放送されている。

#### 情報番組（過去）
以下の番組はどちらも2012年3月期まで放送されていたものである。
- 週刊囲碁パラダイス - 月曜午後6時 - 6時50分（再放送：水曜午前6時 - 6時50分、土曜午後1時 - 1時48分）
  - キャスター：佐野真、相川智華、永田磨梨奈（相川と永田は隔週で登場）
  - その週内に行われた主な棋戦の結果、囲碁界のニュース、特集コーナーなどからなる。
- 週刊!将棋ステーション - 火曜午後8時 - 8時50分（再放送：水曜深夜（木曜午前）0時 - 0時50分、木曜午前10時20分 - 11時10分、日曜午後0時 - 0時50分）
  - キャスター：山田史生、恩田菜穂
  - その週内に行われた主な棋戦の結果、将棋界のニュース、ゲスト棋士とのトークコーナーなどからなる。

将棋についてはこれらとは別に、「めざせプロ棋士」という番組（後述）もある。

### テレビ棋戦
いずれも週2回放送される。共に進行役に女流棋士（竜星戦は女性インストラクターの場合もある）、解説役に棋士の2名が出演し、NHK杯同様に大盤解説を行いながら進行する。終局後は竜星戦では局後の検討、銀河戦では感想戦が放送される（共に対局が長引くなど時間の都合でカットされることもある）。
- 竜星戦（囲碁） - 毎週月・水曜日[注 6]
- 銀河戦（将棋） - 毎週火・木曜日

2011年度までは、両棋戦とも2局目の初回放送の数日後に、その週に放映された2つの対局のダイジェスト解説番組が放映されていた。出演していたのは、どちらも進行役の観戦記者と解説役のプロ棋士の2名ずつ。
また、将棋の女流棋戦「霧島酒造杯女流王将戦」、囲碁の女流棋戦「ドコモ杯女流棋聖戦」(前者は囲碁・将棋チャンネルが主催。後者は日本棋院が主催)が、それぞれ銀河戦・竜星戦と同様のスタイルで放送されている。
将棋の王将戦についても、第65期より本チャンネルが後援に入った関係で、挑戦者決定リーグ及び七番勝負の全対局を独占中継している（「囲碁将棋プラス」による完全生中継のほか、スカパー!でも一部をダイジェスト放送している）。
囲碁や将棋のプロ棋士による麻雀戦「囲碁・将棋チャンネル杯麻雀王決定戦」を主催している。

### 棋譜解説番組
囲碁・将棋とも、複数の棋譜解説番組が存在する。

#### 囲碁
- 厳選棋譜解説

国内・海外の過去のタイトル戦棋譜解説
- 囲碁 名局の解説、記憶の一局

「名局の解説」では、過去の名棋士の対局や名勝負の棋譜解説を行う。2024年段階で「名局の解説」は放送されていない（Twitter上の「名局の解説」の最後のポストが2014年分）。「記憶の一局」ではその月のゲスト棋士に記憶に残る対局4～5局を挙げてもらい、毎回1局ずつ大盤解説をしながら、その対局にまつわるエピソードなどを聞く。2024年段階で「記憶の一局」は新作は作られておらず再放送のみ。
上記各番組での聞き手は女流棋士またはインストラクター。まれに女性観戦記者など。解説役は棋士。「記憶の一局」の番組の内容の一部が『人生を変えた一局 (囲碁人ブックス)』として、2015年にマイナビから刊行された。

#### 将棋
- タイトル戦徹底解説、最新対局徹底解説

過去のタイトル戦、最新対局の棋譜解説。
- 将棋連盟が選ぶ注目の一局

日本将棋連盟がテーマ（特定戦法、玉の囲い方など）ごとに選んだ注目対局の棋譜解説。
- 女流棋戦

女流棋士同士の対局を取り上げ、棋譜解説を行う番組。途中に次の一手問題を数題出すのが特徴。
- その他棋戦解説番組

特定の棋戦について注目対局の棋譜解説を行う。2013年から2014年にかけては王将戦が取り上げられている。
上記各番組での聞き手は女流棋士、解説役は棋士。
- 名勝負の解説

新作は作られておらず、再放送のみ。過去の名棋士の将棋を解説する。2024年段階では再放送も放送されなくなっている。

### その他

#### 囲碁
- 各種講座番組（主催はパンダネット、日本棋院、幽玄の間、日本囲碁連盟など）[注 10][注 11]
- 棋力認定番組『テレビ囲碁認定』[注 12]

進行役は中島美絵子。
- 『棋力向上委員会 The PASSION!!』

アマチュア挑戦者4人が、半年間毎週1名ずつ目標となる段級位を設定し、インストラクター役の棋士（主に女流アマ高段者またはプロ棋士）との指導対局（毎回対局前に講師による手合割の設定がある）を受けながら棋力の向上を図る。
進行役（番組内では「委員長」を名乗る）は稲葉禄子、講師は黄孟正・小松英樹。
- 『お好み置碁道場』（プロアマ対局番組）[注 13]
- 各種詰碁・次の一手問題番組[注 14]

#### 将棋
- 各種講座番組[注 10]
- 『月刊!順位戦』（毎月最終水曜夜更新、現在は終了）

将棋のタイトル戦のうち、名人戦やそれに付随する順位戦各グループの情報や注目対局の棋譜解説などを、進行役の女流棋士（主に伊藤明日香や矢内理絵子など）がゲスト棋士や解説役の観戦記者を交えて伝える番組。他に、ゲスト棋士へのインタビュー、更にゲスト棋士の順位戦などでの対局から、勝敗を分けた一手についての解説を棋譜解説を交えて行うコーナーもある。
- 『めざせプロ棋士』（毎週火曜夜更新）

奨励会所属棋士の対局の中から、奨励会三段リーグの対局及び二段以下の棋士の（主に一方の昇段・昇級がかかった）対局の計1局ずつを紹介する番組。この他、奨励会情報なども伝える。回によっては、新四段となった棋士や女流棋士となった女性棋士を招いて、昇級昇段のきっかけとなった対局などの模様を解説役の棋士と共に自戦解説するケースもある。
2014年2月現在の進行役は女流棋士（現在は山口恵梨子、安食総子、飯野愛。過去には上田初美など）で、解説役には主に奨励会幹事を務める棋士が出演する。OP／EDテーマ曲は棋士の西尾明が提供しており、西尾自身も解説役として出演していたことがある。
過去分も再放送されている（日曜及び月曜深夜、火曜早朝。それぞれ放送回は異なる）。
- 『駒桜通信』（毎週土曜夜更新。2014年3月終了）

女流棋士ファンクラブ「駒桜」の番組。女流棋士を毎回1名（引退棋士も含むが、LPSA所属棋士は取り上げられない）取り上げ、インタビューしつつ紹介をする番組。最後に出演棋士による揮毫が披露される。ミニ番組である。2014年3月に終了した。なお、全回とも囲碁・将棋チャンネルのホームページで視聴可能。
- 棋力認定番組『テレビ将棋認定』[注 12]

進行役は室谷由紀。
- 『お好み将棋道場』（プロアマ対局番組）[注 13]
- 各種詰将棋番組[注 14]

以上は主なもの。この他、不定期で特別番組が制作・放送される。詳しくは公式サイトを参照の事。
現在は、全日オリジナル番組で構成されているが、以前はテレビ東京、読売テレビ、TOKYO MXの囲碁・将棋関連番組（「ヒカルの碁」「ミニ碁一番勝負」など）を、地上波での初回放送から数か月ないし数年遅れで放送していたほか、韓国パドック（囲碁）TVで放送された囲碁番組を、日本語通訳を付加して放送していた。また、近年でもNHK杯トーナメント選（囲碁将棋とも）、中国竜星戦（囲碁、中国天元囲碁チャンネル(貴州電視台天元囲棋頻道)制作）、韓国竜星戦（囲碁、韓国パドックTV制作）などが放送される。
また一時期、早朝と深夜に一般のテレビショッピングが放送されていた事もある。
2012年9月までの放送時間は、前述のように6:00～26:00（午前2:00）で、放送開始前5分間と放送終了後5分間にオープニング／エンディング映像が流されていた。

## 囲碁将棋プラス
同社が運営する動画配信サービス。囲碁将棋チャンネルで放送されている囲碁・将棋番組のほか、オリジナルの番組配信をYouTubeで提供している。2020年12月からはニコニコチャンネルでも配信。2021年10月1日「将棋プレミアム」「囲碁プレミアム」が合体し「囲碁将棋プレミアム」となる。2022年12月からは新たに格安プランの「囲碁将棋プラス」が開設された。なお囲碁将棋プレミアムは2023年9月で終了。その代わりに囲碁将棋プレミアムとほぼ同じのゴールドプラスを同年12月から導入。また24年8月20日でプラス会員を廃止し、ゴールド会員に一本化。

### 配信番組（オリジナル番組）
- 新竜星戦
- 新銀河戦
- 各棋戦生中継
- タイムトラベル竜星戦AIガイド - 過去の竜星戦を囲碁AIで分析[11]。
- 星合志保のHossy's Channel - トーク番組。
- AI囲碁最前線
- 水間俊文『すいすい上達コース』
- いったん盤はおいといて♪
- タイムトラベル銀河戦AIガイド

### 配信番組（囲碁将棋チャンネルの番組）
- 竜星戦
- 銀河戦
- 女流棋聖戦
- 中国竜星戦
- 韓国竜星戦
- 棋力向上委員会 The PASSION!!
- 囲碁まるナビ
- 女流王将戦
- 各種講座番組

### 配信番組（その他）
- 3月のライオン
- りゅうおうのおしごと!

## 囲碁・将棋ライト
2025年6月2日より、楽天グループ運営の「Rチャンネル」において「囲碁・将棋ライト」を開設。囲碁・将棋チャンネルが主催する公式棋戦の囲碁「竜星戦」、将棋「銀河戦」「女流王将戦」の過去放送対局を中心に配信。

## 主催大会
- J:COM杯 3月のライオン子ども将棋大会 - 2012年から毎年夏に開催。JCOMと共に大会を主催している。なお、全国大会の模様は、後日、当チャンネルで放送される[注 18][12]。
- 囲碁アマチュア竜星戦
- 将棋アマチュア／ジュニア銀河戦